# Microcythere bahusiensis
Microcythere bahusiensis är en kräftdjursart som beskrevs av Elofson 1944. Microcythere bahusiensis ingår i släktet Microcythere, och familjen Microcytheridae. Arten är reproducerande i Sverige.